# Marion Ruggieri
Pour les articles homonymes, voir Ruggieri.
Marion Ruggieri, née le 9 octobre 1975, est journaliste, animatrice de radio et écrivaine française.
Journaliste, elle a travaillé à France Inter et à Europe 1. En 2018, elle est rédactrice en chef de la section « people-mode-société » du magazine Elle. Comme écrivain, elle a publié plusieurs ouvrages aux éditions Grasset & Fasquelle.

## Famille
Marion Ruggieri est la fille de François Ruggieri, producteur et réalisateur, et d'Ève Augustin-Henrot, dite Ève Ruggieri. Mère d'Abel (né début 2009), elle épouse en août 2009 le père de son fils, le producteur Paul Barrois, fils d'Anne-Marie Périer et Claude Barrois, et beau-fils de Michel Sardou,.

## Carrière professionnelle
Bachelière, elle commence directement une carrière à France Info, où elle signe un billet d'humeur un matin sur deux, sous la direction de Philippe Chaffanjon.
Elle collabore[Quand ?] à l'émission humoristique Le Fou du roi présentée par Stéphane Bern sur France Inter.
En 2008, elle publie son premier roman Pas ce soir, je dîne avec mon père chez Grasset.
En 2009, elle dirige les pages culture du magazine Elle. Elle est ensuite rédactrice en chef de la section people-mode-société de ce même magazine. Elle collabore aux émissions Ça balance à Paris sur Paris Première et Semaine critique ! sur France 2 durant la saison 2010-2011.
Entre 2011 et 2016, elle présente l'émission Il n'y en a pas deux comme Elle sur Europe 1.
De septembre 2017 à juin 2022[réf. souhaitée], elle est membre de l'émission C à vous sur France 5, présentée par Anne-Élisabeth Lemoine.
Marion Ruggieri écrit dans le magazine Elle[réf. nécessaire].

## Publications
- avec Yalda Rahimi, Le journal de Yalda, Éditions Grasset, 14 septembre 2005, 280 p. (ISBN 978-2-246-67581-5)
- Pas ce soir, je dîne avec mon père : roman, Paris, Éditions Grasset, 3 juin 2009, 217 p. (ISBN 978-2-253-12665-2)
- Donne-moi la main pour traverser, Paris, Grasset, 4 avril 2018, 96 p. (ISBN 978-2-246-81592-1)
Cet ouvrage est consacré à sa dernière rencontre avec Emmanuèle Bernheim, quelques jours avant sa mort.
- Ginette Kolinka, avec Marion Ruggieri, Retour à Birkenau, Paris, Éditions Grasset, 2019, 112 p. (ISBN 978-2-246-82070-3, EAN 9782246820703)
- Ginette Kolinka et Marion Ruggieri, Une vie heureuse, Grasset, 2023, 96 p.  (ISBN 978-2246832386).